# Francisco Fernández de la Cueva Enríquez

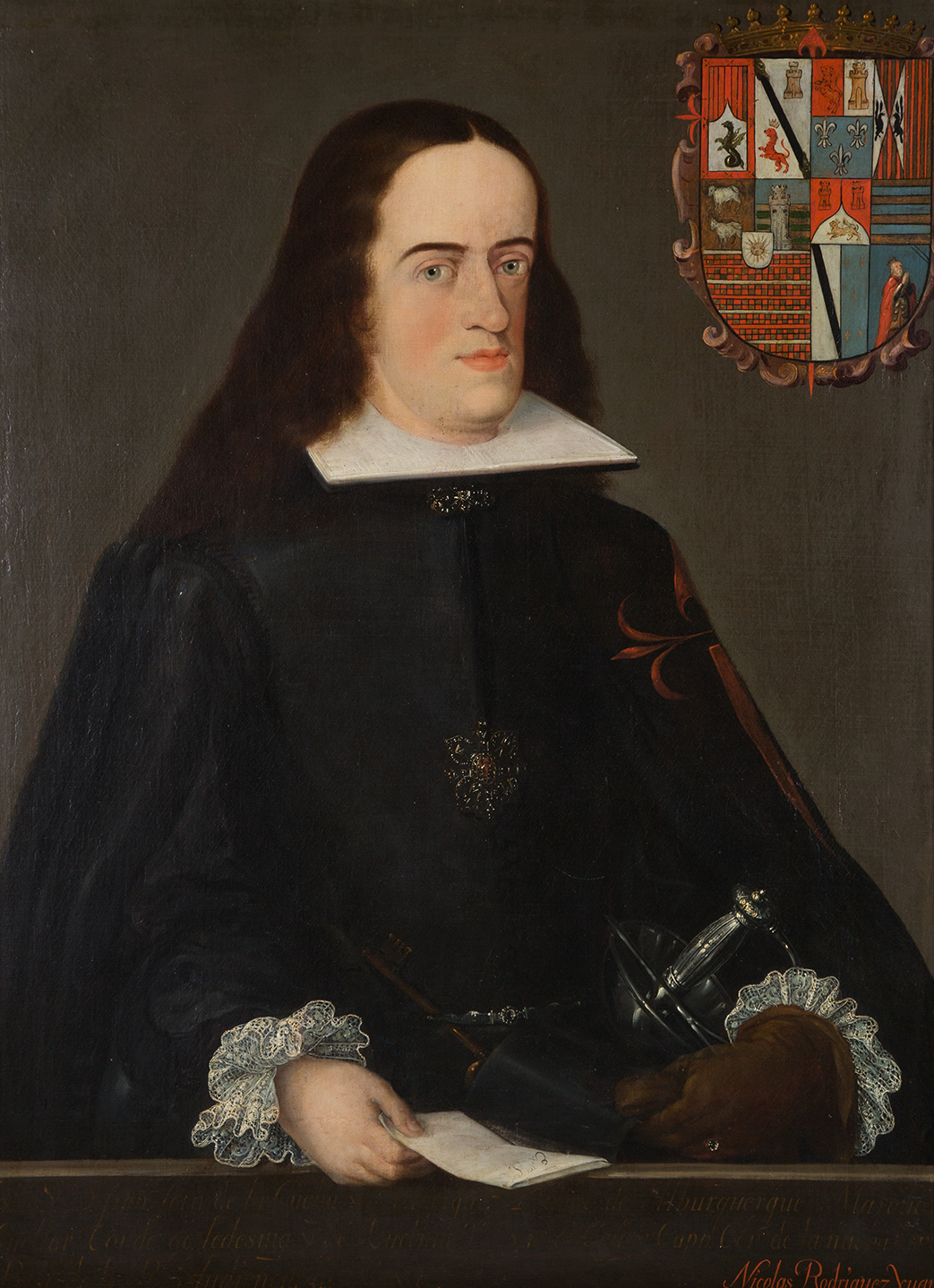
Francisco Fernández de la Cueva

Francisco Fernández de la Cueva Enríquez (auch: de la Cueva y de la Cueva), 10. Herzog von Alburquerque, Graf (spanisch: conde) de la Torre, Markgraf (spanisch: marqués) von Cuéllar und Cadereyta, spanischer Grande (* 17. November 1666; † 23. Oktober 1733 in Madrid, Spanien) war ein spanischer Kolonialverwalter, der als Vizekönig von Neuspanien amtierte.

## Leben

### Herkunft und Familie
Francisco de la Cueva entstammte einer Familie des spanischen Hochadels. Sein Vater war Melchor de la Cueva Enríquez de Cabrera, 9. Herzog von Alburquerque. Dessen älterer Bruder Francisco Fernández de la Cueva, 8. Herzog von Alburquerque, war von 1653 bis 1660 Vizekönig von Neuspanien. Seine Mutter, Ana de la Cueva y Diéz de Aux Armendáriz, Gräfin von de la Torre, war die Tochter des 8. Herzogs, also zugleich seine Cousine.
Über den Geburtsort gibt es widersprüchliche Informationen. Entweder er kam in Genua zur Welt oder in Sizilien. 1684 heiratete er Juana de la Cerda y Aragón, Tochter des Herzogs von Medinaceli.

### Karriere in Europa
Seinem Rang in der spanischen Adelshierarchie gemäß übernahm er bald höchste Posten der Staatsverwaltung. Er amtierte als Generalkapitän in Granada und Andalusien und hatte den Oberbefehl über die atlantische Küstenflotte.
Im Streit um die spanische Erbfolge nach dem Tode König Karls II. sprach er sich früh für die Seite der Bourbonen unter Philipp von Anjou aus.

### Amtszeit als Vizekönig von Neuspanien
Im April 1702 ernannte ihn König Philipp V. zum neuspanischen Vizekönig. Durch den Krieg verzögerte sich seine Abreise nach Amerika, bis eine französische Flotte Ende Juni von La Coruña über den Atlantik fuhr. Im Oktober erreichte sie Veracruz.
Bei seiner Ankunft erteilte er die Erlaubnis, dass französische Sklavenhändler weiterhin Sklaven aus Afrika nach Mexiko einführen durften.
Im November 1702 traf er dem Zeremoniell entsprechend in Otumba seinen Vorgänger, Erzbischof Juan Ortega y Montañés, und ließ sich in die Amtsgeschäfte einweisen. Nachdem er am 27. November vor der Real Audiencia von Mexico seinen Amtseid geleistet hatte, zog er am 8. Dezember in den Vizekönigspalast. Als Verehrer der Bourbonen schätzte er französische Etikette und Sitten, die er bei seiner Hofhaltung mitbrachte und in der Armee einführte.
Im Zuge des Erbfolgekrieges, in dem Spanien gegen England und Holland stand, befahl er die Erneuerung der Armada de Barlovento, der Flotte, die zum Schutz der spanischen Küsten im Golf von Mexiko und der Karibik eingesetzt war. Im Gebiet des heutigen Belize sowie an einigen Stellen von Yucatán hatten sich englische Abenteurer und Soldaten niedergelassen, die von einer Strafexpedition der Spanier 1705 vertrieben wurden.
Der spanische Hof verlangte in Europa und Übersee weitere Abgaben, um den Krieg zu finanzieren. So sollte der Klerus ein Zehntel seiner Einnahmen an die Staatskasse abführen, was zu Konflikten zwischen dem Erzbischof und der weltlichen Kolonialverwaltung führte. Auch die Staatsbediensteten mussten Steuern auf ihre Einkünfte hinnehmen.
Innenpolitisch verschlechterte sich die Lage der Kolonie, während de la Cuevas Amtszeit. Die Straßenkriminalität und Wegelagerei breiteten sich aus, die Preise für Güter des täglichen Bedarfs stiegen an; der Vizekönig versuchte, einen Preisstopp zu verhängen, hatte aber wenig Erfolg.
Um der Kriminalität Herr zu werden, vereinbarten Vizekönig und Audiencia die Einrichtung der Tribunál de la Acordada (deutsch: das vereinbarte Gericht), eine Einrichtung von Freiwilligen zur schnellen Bekämpfung und Aburteilung von Banditen. Die Verfahrensweise und das Strafmaß blieb weitgehend den „Richtern“ überlassen, es kam zu zahlreichen Übergriffen und Fehlurteilen.
Unter seiner Amtszeit kam es zu mehreren Indianeraufständen; eine Rebellion der Pima in New Mexico ließ er mit großer Härte niederschlagen.

### Späte Jahre in Spanien
1710 wurde Fernando de Alencastre Noroña y Silva, Herzog von Linares, zum neuen Vizekönig von Neuspanien berufen. Francisco de la Cueva übergab ihm im November 1710 die Amtsgeschäfte und machte sich auf den Weg zurück nach Spanien. 1724 starb seine Frau.
Francisco de la Cueva starb im Oktober 1733 in Madrid. Sein ältester Sohn Francisco (geboren 1692) erbte den Herzogstitel und wurde 11. Herzog von Alburquerque.